# Bernadetta Fuchs
Bernadetta Maria Fuchs – polska prawnik, nauczyciel akademicki, profesor nauk prawnych, profesor nadzwyczajny na Wydziale Prawa i Administracji Uniwersytetu Śląskiego, specjalistka w zakresie prawa cywilnego, prawa gospodarczego, prawa handlowego i prawa prywatnego międzynarodowego.

## Życiorys
W 1986 ukończyła studia na kierunku prawo na Wydziale Prawa i Administracji UŚ, gdzie w 1995 na podstawie napisanej pod kierunkiem Maksymiliana Pazdana rozprawy pt. Umowy franchisingowe w międzynarodowym obrocie handlowym uzyskała stopień naukowy doktora nauk prawnych w zakresie prawa, specjalność: prawo cywilne. W 2003 Rada Wydziału Prawa i Administracji UŚ nadała jej stopień naukowy doktora habilitowanego nauk prawnych w zakresie prawa. W 2015 prezydent RP Bronisław Komorowski mianował ją profesorem nauk prawnych.
W latach 1987–1990 była zatrudniona w Centrum Mechanizacji Górnictwa KOMAG w Gliwicach. W 1990 została nauczycielem akademickim na Wydziale Prawa i Administracji UŚ. W latach 2001–2009 była wykładowcą Górnośląskiej Wyższej Szkoły Handlowej im. Wojciecha Korfantego w Katowicach. Została profesorem nadzwyczajnym w Katedrze Prawa Cywilnego i Prawa Prywatnego Międzynarodowego UŚ.